# Killebom
Killebom är Sölvesborgs stadsfestival som börjar första onsdagen i juli varje år och fortsätter veckan ut.

## Inledning
Festivalen inleds varje år med en marknad på onsdagen. Den följs sedan av bland annat musik-/öltält, utställningar, karuseller och artistframträdanden i Sölvesborgs innerstad.

## Ursprung
Festivalen är döpt efter den södra stadsbommen som låg strax väster om nuvarande Sölvesborg-Mjällby Sparbank (hästtorget). Minnet av tullbommen lever kvar och gav upphov till namnet som betyder bommen vid källan. Sölvesborg är från början en dansk stad, därav namnet (kille = källa). Källan som åsyftas är platsen för vattning av hästar (nuvarande hästtorget).  
Festivalen har anordnats varje år sedan 1973, förutom år 2020 och 2021, då den pga covid-19-pandemin, för första gången sedan starten, tillsammans med onsdagens marknad ställdes in. Festivalen varade ursprungligen en vecka, första veckan i juli, och hette under de första åren "Killebomveckan". Veckan hade då olika teman respektive dag. T.ex. Sjöfartens och fiskets dag, Kyrkornas dag, Kommunens dag, Hantverkets dag etc. Onsdagens tema hade alltid anknytning till handel, då den dagen av tradition alltid varit marknadsdag i Sölvesborg sedan långt före Killebomfestivalens tid, T.ex. kunde temat vara Handelns dag, Köpmännens dag etc.